# Bjurholms distrikt
Bjurholms distrikt är ett distrikt i Bjurholms kommun och Västerbottens län. Distriktet ligger omkring Bjurholm i nordöstra Ångermanland. En mindre del av distriktet (området kring Bastuträsk) ligger i Västerbotten.

## Tidigare administrativ tillhörighet
Distriktet inrättades 2016 och utgörs av hela Bjurholms kommun som också motsvarar Bjurholms socken.
Området motsvarar den omfattning Bjurholms församling hade 1999/2000.

## Tätorter och småorter
I Bjurholms distrikt finns en tätort och två småorter.

### Tätorter
- Bjurholm

### Småorter
- Agnäs
- Sunnanå